# Gerd Zimmermann (Historiker)
Gerd Zimmermann (* 9. November 1924 in Morchenstern, Tschechoslowakei; † 5. August 2013 in Bamberg) war ein deutscher Historiker und Professor der Universität Bamberg.

## Leben und Werk
Nach dem Abitur in Büsum 1946 studierte Zimmermann an der Universität Würzburg von 1946 bis 1951 Germanistik, Geschichte und Geographie. Nach der Promotion 1951 bei Otto Meyer war er von 1952 bis 1954 Mitarbeiter am Historischen Institut der Philosophisch-Theologischen Hochschule Bamberg, von 1960 bis 1964 Wissenschaftlicher Assistent am Historischen Seminar in Würzburg. 1961 wurde er Privatdozent, 1964 Universitätsdozent, 1967 erhielt er den Titel eines außerplanmäßigen Professors, 1970 wurde er zum Wissenschaftlichen Rat und Professor ernannt. 1975 übernahm er den Lehrstuhl für Geschichte an der Gesamthochschule Bamberg, als geschäftsführender Dekan war er wesentlich am Aufbau der Fakultät Geschichts- und Geowissenschaften beteiligt. 1993 wurde er emeritiert.
Schon die Dissertation Patrozinienwahl und Frömmigkeitswandel im Mittelalter zeigte die Verbindung von Kirchengeschichte und Landesgeschichte, die für viele seiner Arbeiten kennzeichnend werden sollte. Dazu gehören die Untersuchungen monastischer Gründungen wie Kloster Theres und vor allem die Forschungen zu Kloster Ebrach. Den Zisterziensern, aber nicht nur ihnen, gilt auch die Habilitationsschrift über die cura corporis in den Ordensvorschriften des abendländischen Hochmittelalters, die Analyse und Quellenpräsentation verbindet. Themen der Heraldik wurden von Zimmermann ebenfalls behandelt.
Seit 1981 war er Mitglied des Ritterordens vom Heiligen Grab in Jerusalem, seit 1985 Ritter des Gregoriusordens, seit 1989 Träger des Bundesverdienstkreuzes 2. Klasse am Band. Der Bayerischen Benediktinerakademie gehörte er ebenfalls an. Seit 1997 war er Ehrenvorsitzender des Historischen Vereins Bamberg.
Gerd Zimmermann ist der Vater des Althistorikers Klaus Zimmermann.

## Schriften (Auswahl)
- Patrozinienwahl und Frömmigkeitswandel im Mittelalter. Dargestellt an Beispielen aus dem alten Bistum Würzburg. 2 Teile. In: Würzburger Diözesangeschichtsblätter 20, 1958, S. 24–126; 21, 1959, S. 5–124.
- Ordensleben und Lebensstandard. Die Cura Corporis in den Ordensvorschriften des abendländischen Hochmittelalters. Teil 1: Darstellung. Teil 2: Texte und Erläuterungen. Aschendorff, Münster/Westf. 1973 (= Beiträge zur Geschichte des alten Mönchtums und des Benediktinerordens. Heft 32) (unveränderter Nachdruck 1999).
- Ecclesia, Franconia, Heraldica. Gesammelte Abhandlungen zum 65. Geburtstag. Hrsg. v. Reinhold Jandesek u. Ulrich Knefelkamp, Bamberg 1989.